# تشارلز إي. بيترسون
تشارلز إي. بيترسون (بالإنجليزية: Charles E. Peterson)‏ هو مهندس معماري أمريكي، ولد في 1906، وتوفي في 2004.